# Kapslingsklassning
Kapslingsklassning (IEC 60529) (engelska: IP-code (International Protection Marking ibland Ingress Protection rating)) är en klassificering av inkapslingen av elektroteknisk utrustning, med avseende på hur väl apparaturen skyddas mot vatten, damm, inträngande föremål och beröring (till exempel petskydd i kontakter). Klassifikationen har formen IP (international protection, ibland tolkat som ingress protection) följt av två siffror och ibland ytterligare en bokstav. Den första siffran beskriver hur bra skyddet mot damm, inträngande objekt och beröring är. Den andra beskriver hur bra skyddet mot vatten är. Ju högre siffra, desto bättre skydd. Den valfria extra bokstaven beskriver typen av skydd mot beröring.
En bedömning av X för ett eller flera av skyddskriterierna kan felaktigt tolkas som "inget skydd". För att illustrera kommer en elektronisk utrustning, klassad IPX7, nästan säkert att visa ett starkt motstånd mot partiklar, även om en klassificering för skydd mot beröring och intränganden av fasta ämnen inte har formellt tilldelats. Därför ska en X-beteckning inte automatiskt missuppfattas som brist på skydd.
För att ytterligare illustrera detta är en mobiltelefon som är klassad i IP58 "dammresistent" och kan "nedsänkas i 1,5 meter sötvatten i upp till 30 minuter". Ett eluttag klassat IP22 skyddad mot införande av fingrar och kommer inte att skadas eller bli osäker under ett visst test där det utsätts för vertikalt eller nästan vertikalt droppande vatten. IP22 eller 2X är typiska minimikrav för konstruktion av elektriska tillbehör för inomhusbruk.
Klassificeringar för vatteninträde är inte kumulativa utöver IPX6. En anordning som överensstämmer med IPX7, som täcker nedsänkning i vatten, behöver inte överensstämma med IPX5 eller IPX6, som täcker exponering för vattenstrålar. En anordning som uppfyller båda testen indikeras genom att notera båda testerna separerade med ett snedstreck, t.ex. IPX5 / IPX7.
Det finns inga bindestreck i en äkta IP-kod. IPX-8 (till exempel) är således en falsk IP-kod.
IP-koderna med bokstaven "K" är från ISO 20653: 2013 Vägfordon - skyddsklasser (IP-kod), enligt vilket det står i överensstämmelse med IEC 60529 förutom K-testen, som beskriver särskilda krav för vägfordon . ISO 20653 har ersatt DIN 40050-9. År 2013 uppdaterades IEC / EN 60529 för att inkludera IPX9-vattenprövningstestet. Detta test verkar vara identiskt med IP69K-testet från ISO 20653.

## Första siffran: Fast partikelskydd
Den första siffran anger höljets skyddsnivå mot beröring av riskfyllda delar (t.ex. elektriska ledare, rörliga delar) och inträngande av fasta främmande föremål.
| Klass | Föremål som spärras                 |
| ----- | ----------------------------------- |
| IP0X  | Oskyddat                            |
| IP1X  | Diameter högst 50 mm                |
| IP2X  | Diameter högst 12,5 mm (Provfinger) |
| IP3X  | Diameter högst 2,5 mm               |
| IP4X  | Diameter högst 1 mm                 |
| IP5X  | Dammskyddat                         |
| IP6X  | Dammtätt                            |

## Andra siffran: Vätskeskydd
Skydd mot inträngande vatten. Inget vatten får tränga in i sådan mängd eller på ett sådant ställe att tillfredsställande drift påverkas eller säkerheten äventyras.
| Klass                                    | Märkning                         | Prov |
| ---------------------------------------- | -------------------------------- | --- |
| IPX0 Oskyddat                            | (Ingen)                          | |
| IPX1 Droppskyddat                        | Droppesymbol                     | Vatten droppar vertikalt över provföremålet i 10 minuter (motsvarar 1 mm regn per minut).                                                                                     |
| IPX2 Droppskyddat                        | Droppesymbol                     | 15° snett infallande vattendroppar faller mot provföremålet i 10 minuter (motsvarar 3 mm regn per minut).                                                                     |
| IPX3 Strilsäkert                         | Droppesymbol inramad av fyrkant  | Vatten strilas över provföremålet i 5 minuter med 0,7 liter per minut med trycket 80 – 100 kPa.                                                                               |
| IPX4 Striltätt                           | Droppesymbol inramad av triangel | 10 liter vatten per minut strilas över provföremålet i 5 minuter med trycket 80 – 100 kPa.                                                                                    |
| IPX5 Spolsäkert                          | Två trianglade droppesymboler    | 12,5 liter vatten per minut spolas mot provföremålet från 2,5 till 3 m avstånd i minst 3 minuter (större objekt .1min per kvadratmeter). Munstycke skall ha öppning om 6,3mm. |
| IPX6 Spoltätt                            | ?                                | 100 liter vatten per minut spolas med 100 kPa tryck mot provföremålet från 3 m avstånd i minst 3 minuter.                                                                     |
| IPX7 Vattentålig (nedsänkt i vatten)     | ?                                | 30 minuter nedsänkning till ett djup av 1 m mätt vid botten av anordningen, om anordningen är högre än 85 cm, ska det vara minst 15 cm till toppen av anordningen.            |
| IPX8 Tryckvattentätt (nedsänkt i vatten) | ?                                | Nedsänkning i vattendjup som anges av tillverkaren, i allmänhet är största djup 3 m.                                                                                          |
| IPX9K Skydd mot högtryckstvättning       | ?                                | Vatten som spolas med högt tryck runt hela objektet får inte ha skadlig inverkan.                                                                                             |

Om två IP-klasser skyltats gäller den ena med vatten på provföremålet uppifrån; det andra med vatten nedifrån.

## Tilläggsbokstav
Personskydd mot beröring av spänningsförande delar. Detta används när det faktiska beröringsskyddet av spänningsförande delar är bättre än vad som anges med första siffran.
| Klassning | Beskrivning                      |
| --------- | -------------------------------- |
| IPXXA     | Baksidan av handen (Ø 50 mm)     |
| IPXXB     | Finger (Ø 12 mm, längd 80 mm)    |
| IPXXC     | Föremål (Ø 2,5 mm, längd 100 mm) |
| IPXXD     | Ledning (Ø 1 mm, längd 100 mm)   |

## Sammanställning
Sammanställning:
| Första siffrans betydelse | Andra siffrans betydelse | Andra siffrans betydelse | Andra siffrans betydelse | Andra siffrans betydelse | Andra siffrans betydelse | Andra siffrans betydelse | Andra siffrans betydelse | Andra siffrans betydelse |
| Första siffrans betydelse | Oskyddad                 | Droppskyddad             | Strilsäkert              | Striltätt                | Spolsäkert               | Vattentätt               | Tryckvattentätt          |                          |
| ------------------------- | ------------------------ | ------------------------ | ------------------------ | ------------------------ | ------------------------ | ------------------------ | ------------------------ | ------------------------ |
| Oskyddat                  | IP00                     | IP01                     |                          |                          |                          |                          |                          |                          |
| Beröringsskärmat          | IP10                     | IP11                     | IP13                     |                          |                          |                          |                          |                          |
| Beröringsskyddat          | IP20                     | IP21                     | IP23                     |                          |                          |                          |                          |                          |
| Beröringsskyddat          | IP40                     | IP41                     | IP43                     | IP44                     | IP45                     |                          |                          |                          |
| Dammsäkert                |                          |                          |                          | IP54                     | IP55                     |                          |                          |                          |
| Dammtätt                  |                          |                          |                          |                          | IP65                     | IP67                     | IP68                     |                          |

## IP69K
Tysk standard DIN 40050-9 förlängde det äldre IEC 60529-klassificeringssystemet med ett IP69K-betyg för högtrycks-, högtemperaturdämpningsapplikationer. DIN 40050-9 har ersatts av ISO 20653: 2013 Vägfordon-skyddsklasser (IP-kod). Det räcker inte att sådana kapslingar är dammtäta (IP6X), utan de måste även klara högtrycks- och ångrengöring. År 2013 lade IEC 60529 till 9 nivåvattentestning, med IPx9 som i stort sett samma spraytest som IP69K, och lägger också till en ritning av en fixtur för att verifiera vattentrycket.
Testet anger ett sprutmunstycke som matas med 80 °C vatten vid 8-10 MPa (80-100 bar) och en flödeshastighet på 14-16 L / min. Munstycket hålls 10–15 cm från den provade anordningen vid vinklar på 0 °, 30 °, 60 ° och 90 ° i 30 sekunder vardera. Testenheten sitter på en skivspelare som fullbordar en rotation en gång var 12:e sekund (5 varv / minut). IPx9-specifikationen i IEC 60529 har detaljer för att testa större exemplar som inte passar på en skivfäste (se tabellen ovan).
IP69K-testspecifikationen utvecklades ursprungligen för vägfordon, speciellt de som behöver regelbunden intensiv rengöring (dumper, cementblandare etc.), men finner också användning inom andra områden (till exempel livsmedelsindustrin och bilvård).